# ISO 3166-2:DM
ISO 3166-2:DM és el subconjunt per a Dominica de l'estàndard ISO 3166-2, publicat per l'Organització Internacional per Estandardització (ISO) que defineix els codis de les principals subdivisions administratives.
Actualment per a Dominica l'estàndard ISO 3166-2 està format per 10 parròquies.
Cada codi es compon de dues parts, separades per un guió. La primera part és DM, el codi ISO 3166-1 alfa-2 per a Dominica. La segona part són dos dígits (02–11).

## Codis actuals
Els noms de les subdivisions estan llistades segons l'ISO 3166-2 publicat per la "ISO 3166 Maintenance Agency" (ISO 3166/MA).
| Codi  | Nom de la subdivisió (en) |
| ----- | ------------------------- |
| DM-02 | Saint Andrew              |
| DM-03 | Saint David               |
| DM-04 | Saint George              |
| DM-05 | Saint John                |
| DM-06 | Saint Joseph              |
| DM-07 | Saint Luke                |
| DM-08 | Saint Mark                |
| DM-09 | Saint Patrick             |
| DM-10 | Saint Paul                |
| DM-11 | Saint Peter               |